# Tectaria acerifolia
Tectaria acerifolia är en ormbunkeart som beskrevs av Robbin C. Moran. Tectaria acerifolia ingår i släktet Tectaria och familjen Tectariaceae. Inga underarter finns listade.